# 梅马里
梅马里（Memari），是印度西孟加拉邦Barddhaman县的一个城镇。总人口36191（2001年）。

## 人口
该地2001年总人口36191人，其中男性18697人，女性17494人；0—6岁人口4061人，其中男2063人，女1998人；识字率69.40%，其中男性为75.48%，女性为62.91%。